# Giulietto Chiesa
 (décembre 2024).
Si vous disposez d'ouvrages ou d'articles de référence ou si vous connaissez des sites web de qualité traitant du thème abordé ici, merci de compléter l'article en donnant les références utiles à sa vérifiabilité et en les liant à la section « Notes et références ».
Pour les articles homonymes, voir Chiesa.
Giulietto Chiesa, né le 4 septembre 1940 à Acqui Terme (Italie) et mort le 26 avril 2020 à Rome (Italie), est un journaliste et homme politique italien.

## Carrière politique
Ancien membre du Parti communiste italien dont il dirige la fédération de Gênes de 1970 à 1979, Giulietto Chiesa est par la suite député européen, élu pour la circonscription italienne du Nord-Ouest sur la liste indépendante d'Antonio Di Pietro et d'Achille Occhetto. À Bruxelles, il siège d'abord dans le groupe parlementaire ADLE qu'il quitte pour le groupe socialiste. Pour les élections européennes de 2009, il est candidat en Lettonie, pour la liste russophone Pour les droits de l'Homme dans une Lettonie unie, mais il n'est pas élu.
Au Parlement européen, il est membre titulaire de la Commission du commerce international, membre suppléant de la Commission de la culture et de l'éducation, et membre du groupe d'amitié parlementaire Union européenne-Russie (il parle d'ailleurs très bien russe).
Ancien correspondant de L'Unità et de La Stampa à Moscou, il s'est lié à Mikhaïl Gorbatchev et a fondé avec lui le World Political Forum. Il est également membre du Valdai International Discussion Club.
Il participe en 2005 à la conférence « anti-impérialiste » Axis for Peace organisée par le Réseau Voltaire et milite pour la réouverture d'une enquête internationale indépendante sur les attentats du 11 septembre 2001, car il considère la version que donne le gouvernement américain de ces événements incomplète et erronée.

### Activités et publications à partir de 2004
Giulietto Chiesa est élu député du Parlement européen en 2004 sur la liste Di Pietro - Occhetto, società civile, dans la circonscription Nord-Ouest (Piémont, Vallée d’Aoste, Ligurie), en remplacement d’Occhetto, qui a finalement opté pour son siège au Sénat, laissant ainsi le poste à Chiesa, qui avait reçu environ 14 000 votes.
Une fois parlementaire européen, il s’inscrit dans le groupe « alliance des Libéraux et Démocrates pour l’Europe », mais le quitte le 17 mai 2006 pour devenir indépendant du Groupe Socialiste au Parlement Européen, affirmant qu’il s’agissait « d’un choix plus naturel considérant mon passé politique et mes prises de position sur de nombreuses questions cruciales de la vie contemporaine. »
Au sein du Parlement européen, il est nommé vice-président de la commission pour le commerce international, membre de la commission pour la culture et la défense, de la sous-commission pour la sécurité et la défense, de la délégation à la commission de coopération parlementaire Union Européenne (UE) – Russie, de la délégation à la commission de coopération parlementaire UE-Kazakhstan, UE-Kirghizistan et UE-Ouzbékistan et pour les relations avec le Tadjikistan, le Turkménistan et la Mongolie.
Il participe à la conférence anti-impérialiste Axis for Peace, organisée en 2005 par Thierry Meyssan du Réseau Voltaire. Rudy Reichstadt, de Conspiracy Watch, qualifie la liste des participants de « who’s who des auteurs conspirationnistes les plus en vue de l’époque. »
En 2006, au travers de Megachip il forme un groupe de travail qui enquête sur les attentats du 11 septembre 2001 et qui critique fortement les enquêtes officielles et les interprétations courantes dans les mass-médias. Au sein de ce groupe de travail, Giulietto Chiesa est l’auteur du film Zero - Inchiesta sull'11 settembre (en français « Zéro – Enquête sur le 11 septembre ») un film documentaire mis en scène par Franco Fracassi et Francesco Trento, et produit par Thomas Telemaco, qui a été projeté lors du festival du cinéma de Rome en octobre 2007, dans la catégorie « Extra ». Le film a commencé à être distribué en Italie début 2008. Il remet en cause nombre de points du rapport officiel de la commission d’enquêtes du sénat américain rendu public en 2004, et voit la participation entre autres de Dario Fo, Moni Ovadia, Lella Costa, Gore Vidal.
Zero a été critiqué par des debunkers qui ont relevé qu'il contenait de nombreuses inexactitudes, approximations et affirmations erronées ou fausses au rythme moyen d'une par minute de projection.
Toujours en 2006, il est également le premier directeur avec Adalberto Minucci de la revue Left.
En mai 2007, il adhère à Sinistra Democratica (la Gauche démocrate).
Toujours en 2007, Chiesa signe deux nouveaux volumes, Les Prisons secrètes de la CIA en Europe qu’il écrit avec deux de ses plus proches collaborateurs, Francesco De Carlo et Giovanni Melogli, et Zéro. Pourquoi la version officielle sur le 11 septembre est fausse, un ouvrage collectif élaboré avec un autre de ses collaborateurs, Roberto Vignoli, et auquel Chiesa a contribué en écrivant l’introduction et un volumineux essai de géopolitique (Europe, pourquoi Mars a défait Venus). 
Il est président de l’association MegaChip et membre de la présidence nationale de l’association Gruppo del Cantiere per il bene comune (groupement pour le Bien commun) avec Achille Occhetto, qui en est le président national, Elio Veltri, Antonello Falomi et Diego Novelli. On trouvait aussi dans ce groupe l’économiste Paolo Sylos Labini, disparu depuis.
Giulietto Chiesa est éditorialiste pour différentes revues et journaux : La Stampa, Galatea, Megachip, MicroMega, Il Manifesto et Latinoamerica.
Lors des élections régionales de 2012 en Sicile, il soutient la candidature de Giancarlo Cancelleri (it) du Mouvement 5 étoiles à la présidence de la région. 
Le 15 décembre 2014 à Tallinn, il est arrêté par la police estonienne avant d’être expulsé d’Estonie pour avoir, selon certaines sources, évoqué des « mystifications » qui auraient conduit à Euromaïdan par lequel les Américains auraient, selon certains, renversé le gouvernement de Viktor Ianoukovytch pour le remplacer par un gouvernement proaméricain,.

## Publications

### Originales en italien
- Obiettivo Teheran (1980, De Donato)
- L'Urss che cambia avec Roy Medvedev (1987, Editori Riuniti)
- La rivoluzione di Gorbaciov, avec Roy Medvedev (1990, Garzanti)
- Transizione alla Democrazia, (1990, Lucarini Editore)
- Cronaca del Golpe Rosso (1991, Baldini & Castaldi)
- Da Mosca, Cronaca di un colpo di stato annunciato (1995, Laterza)
- Russia Addio (1997, Editori Riuniti)
- Roulette russa (1999, Guerini & Associati)
- G8-Genova, (2001, Einaudi)
- Afghanistan anno zero, (2001, Guerini & Associati)
- La Guerra Infinita , (2002, Feltrinelli)
- Superclan, avec Marcello Villari, (2003, Feltrinelli)
- La guerra come menzogna, (2004, casa editrice Nottetempo)
- Invece di questa sinistra, (2004, Edizioni Nottetempo)
- I peggiori crimini del Comunismo, (2004, casa editrice Piemme)
- Cronache Marxiane, (2005, Editore Fazi)
- Prima della tempesta, (2006, Nottetempo)
- Le carceri segrete della Cia in Europa, (2007, Piemme)
- Zero. Perchè la versione ufficiale sull'11/9 è un falso, ouvrage collectif, (2007, Piemme)
- Il candidato lettone. Inedite avventure di un alieno in Europa, Ponte alle Grazie, 2010.  (ISBN 978-88-6220-123-0).
- Zero 2. Le pistole fumanti che dimostrano che la versione ufficiale sull'11/9 è un falso, a cura di, Piemme, 2011.  (ISBN 978-88-566-2279-9).
- Invece della catastrofe. Perché costruire un'alternativa è ormai indispensabile, Piemme, 2013.  (ISBN 978-88-566-3145-6).
- È arrivata la bufera, Casale Monferrato, Piemme, 2015.
- Putinfobia, Piemme, 2016  (ISBN 978-88-566-5453-0)

### Traductions en français
- Guerre et mensonge : Terrorisme d'État américain [« La guerra come menzogna »], éditions Timéli, 2006, 48 p. (ISBN 978-2940342075)
- Russophobie 2.0 (titre original : Putinfobia) Traduction de Damien Bigini, Le retour aux sources, 212p., 2016